# Меервейн, Ганс
Ганс Лебрехт Меервейн (нем. Hans Leb(e)recht Meerwein; 20.05.1879, Гамбург- 24.10.1965, Марбург) — немецкий химик-органик, открыл реакции катионных перегруппировок и важнейшие алкилирующие агенты.

## Жизнь
Ганс Меервейн был сыном архитектора и строителя Гамбургской фондовой биржи и ратуши Эмиля Меервейна.
Изучать химию начал в 1898 году в химической школе Фрезениуса в Висбадене, позднее поступил в Боннский университет. Там в 1903 году защитил диссертацию по теме «О нитровании β-фенилглутаровых кислот и продуктов их восстановления» под руководством Георга Шретера, затем поступил в Технический университет Шарлоттенбурга, находящийся сегодня в Берлине. В 1905 Ричард Аншутц и Людвиг Кляйзен предложили Г. Меервейну место лаборанта медицинского практикума в университете. В 1908 получил звание профессора за работу по теме «Реакции конденсации ненасыщенных альдегидов».
С 1914 был титулярным профессором в Бонне, а в 1922 получил звание профессора в Кёнигсбергском химическом институте. В 1929 Г.Меервейн сменил Карла фон Ауверса, директора химического факультета Марбургского университета, и находился на этой должности до 1952. После отставки продолжал заниматься наукой вплоть до 1965.
В 1945 Химический факультет в Марбурге был разрушен при бомбардировке. Г. Меервейн потерял при этом свое рабочее место в институте, все рабочие научные заметки и свою частную библиотеку.  Новое здание на том же месте было торжественно открыто после его отставки в 1953.
Могила Г. Меервейна находится на кладбище Ольсдорф в Гамбурге.

## Работа
В своих исследованиях после получения титула профессора Меервейн занимался химией терпенов и проблемами перегруппировки пинаколина. С помощью очень простых методов (пипетки и бюретки) и знаний кинетики реакций ученый смог точно установить, что механизм промежуточной стадии в пинаколиновой перегруппировке (перегруппировка Вагнера–Меервейна) и в перегруппировке изоборнеол-камфора катионный, а не радикальный, как считалось раньше. Также Меервейн изучал кислотнокатализируемые перегруппировки карбениевых ионов в реакциях пинен→камфен (перегруппировки: пинен-камфен (борнилхлорид)-изоборнилацетат-изоборнеол-камфора (после окисления)), которые в скором времени были использованы Шерингом (Э.Ф.Шеринг-немецкий промышленник, создавший известную фармацевтическую компанию).
Его основная работа 1922 года по перегруппировкам Вагнера-Меервейна и роли норборнильного катиона, который наблюдали в перегруппировке изоборнеол-камфора, оценивались как основа физико-органической химии. 
Из-за негативной реакции многих коллег на его работу и отказа ведущих химических журналов публиковать последующие статьи он перешел от исследований механизмов реакций к чисто органическому синтезу и стал интересоваться новыми реагентами.
Важное значение имели его работы по ангидрокислотам. Безводные кислоты (например, H [BF4], H2[ZnCl4]) генерируют в органических растворителях ионы, которые образуют высокореактивные промежуточные соединения и используются в качестве катализаторов при образовании ионов карбения и оксония.
Большую научную ценность имели его исследования триизопропилата алюминия, который используется в реакциях восстановления карбонильных соединений в спирты в органических растворителях (восстановление по Меервейну-Пондорфу-Верлею).
Г. Меервейн постулировал с помощью простых химических реакций возникновение карбенов и поляризуемость ароматических двойных связей. При бромировании бензола образуется бромбензол с положительным зарядом. Если это соединение реагирует с диазометаном, с высоким выходом получают бром-циклогептатриен - семичленный цикл. Меервейн подозревал, что именно карбены являются теми самыми пока не известными реакционноспособными промежуточными продуктами этой реакции.
В Марбурге Ганс Меервейн провел фундаментальную работу по синтезу органических соединений и по изучению механизмов этих реакций и обнаружил карбокатионы, которые были ключом к пониманию многих органических химических реакций, особенно реакций полимеризации. Благодаря своим исследованиям он стал одним из основателей физической органической химии, в которой использовалась кинетика реакции для выяснения ее механизмов.
Позже он обнаружил тетрафторборат триэтилоксония (реагент Меервейна, соль Меервейна) в реакции бортрифториддиэтилового эфира с эпихлоргидрином. С помощью этого алкилирующего реагента можно было синтезировать множество веществ природного происхождения. Работая в этом направлении, он также провел новаторские исследования в области химии полимеров, а именно: полимеризацию с раскрытием циклов тетрагидрофурана, осуществил первый синтез линейного полиэтилена (до метода Циглера-Натта) путем метилирования по Меервейну с диазометаном. Продукт синтеза называли полиметиленом и авторитет Г. Меервейна сыграл роль в 1950-х годах в судебном разбирательстве о правах на патент между Карлом Циглером и DuPont, американским концерном химической промышленности.
Соли арилдиазония использовались Меервейном для арилирования α, β-ненасыщенных карбоновых кислот (замена карбоксильной группы на ароматические соединения, синтез стильбена Меервейном и Шустером).
Важнейшие реакции, связанные с именем Меервейна:
- Перегруппировка Вагнера-Меервейна
- Метилирование по Меервейну
- Арилирование по Меервейну
- Восстановление по Меервейну-Пондорфу-Верлею

## Награды и память
- 1950: медаль Эмиля-Фишера Общества немецких химиков
- 1953: орден «За заслуги перед Федеративной Республикой Германия»
- 1959: орден со звездой «За заслуги перед Федеративной Республикой Германия»
- 1959: премия Отто Гана по физике и химии
- Почетный доктор университетов Марбурга, Гейдельберга, Дармштадта, Бонна и Мюнхена
- 15 сентября 2006 года Обществом немецких химиков на фасаде Химического института Меервейна в Марбурге, как на исторически значимом месте, была установлена мемориальная доска.
- Современный химический факультет (отделение химии) Марбургского университета имени Филиппа расположен на улице, названной в честь Ганса Меервейна.